# Bedaure, falsch verbunden
Bedaure, falsch verbunden ist ein deutscher Fernseh-Kriminalfilm aus dem Jahr 1962. Er handelt von einer Frau, die aus Krankheitsgründen ihr Bett nicht verlassen kann und durch verschiedene Anrufe in immer größere Angstzustände gerät.

## Hintergrund
Der Film basiert auf dem amerikanischen Radio-Hörspiel Sorry, wrong number von Lucille Fletcher, das 1943 in der Reihe Suspense bei CBS ausgestrahlt wurde. 1948 erschienen unter demselben Titel sowohl die Roman-Adaption des Hörspiels (von Lucille Fletcher und Allan Ullman) als auch die erste Verfilmung des Stoffs (deutscher Titel: Du lebst noch 105 Minuten, Regie: Anatole Litvak). Wegen des großen Erfolgs folgten weitere Hörspiel- und Fernsehfilm-Produktionen; die Hörspielfassung von 1960 mit Agnes Moorehead gewann den Edgar Allan Poe Award in der Kategorie Best Radio Drama.

## Handlung
Lona Stevenson kann wegen einer Herzkrankheit das Bett nicht verlassen und wartet spät abends auf ihren Mann Henry, der schon längst von der Arbeit zurückgekehrt sein sollte. Sie versucht ihn telefonisch zu erreichen, und durch eine Fehlschaltung in der Telefonzentrale kann sie plötzlich das Gespräch zweier Männer mithören, die offenbar den Mord an einer Frau planen. Vergeblich versucht sie, die Telefonzentrale und die Polizei auf diesen Mordplan, der noch am selben Abend um 23.15 Uhr ausgeführt werden soll, aufmerksam zu machen. Auch ihr Vater, der aus Chicago bei ihr in New York anruft, hält die Geschichte für einen Scherz. Von Henrys Sekretärin erfährt Lona, dass dieser schon am Mittag in Begleitung einer Mrs. Lord sein Büro verließ.
Durch mehrere Rückblenden erfährt der Zuschauer die Vorgeschichte von Lona und Henry: Die beiden lernen sich bei einer College-Party kennen; Henry ist damals ein einfacher Drogerieverkäufer und Lona die Tochter des schwerreichen Pharma-Unternehmers James Cotterell. Die beiden verlieben sich, und trotz des Klassenunterschieds stimmt Cotterell schon bald der Hochzeit zu. Lonas Studienfreundin Sally Hunt, die sich ebenfalls in Henry verliebt hatte, ist eifersüchtig. Henry steigt in der Firma seines Schwiegervaters schnell in eine leitende Position auf, leidet aber darunter, sich nie selbstständig gemacht zu haben und nie sein eigener Chef gewesen zu sein.
Mrs. Lord, mit der Henry sein Büro verließ, entpuppt sich als Sally Hunt. Da Sallys Mann Fred für einen Staatsanwalt arbeitet, erfuhr sie, dass gegen Henry ermittelt wird. Sie verfolgt Fred und seine Kollegen bis zu einem kleinen Holzhaus am Ufer von Staten Island, kann aber nicht herausfinden, in welcher Verbindung Henry zu dem Haus steht. Sie trifft sich mit Henry, um ihn zu warnen, und erfährt dabei, dass dieser in finanziellen Schwierigkeiten steckt. Aus einer Telefonzelle ruft sie Lona an und erzählt ihr alles, diese will nichts glauben und vermutet, Sally sei nur auf die glückliche Ehe von Henry und Lona neidisch.
Dann ruft ein Mr. Evans an und möchte dringend mit Henry sprechen. Lona erreicht Henry immer noch nicht und leidet immer mehr unter Angstzuständen. Sie ruft ihren Arzt an und bittet ihn zu sich, was dieser aber ablehnt. Er erklärt ihr, dass sie körperlich völlig gesund sei und ihr Herzleiden und ihre Ohnmachtsanfälle rein psychisch bedingt seien. Er habe darüber auch schon mit Henry gesprochen, Henry hat allerdings Lona nie etwas davon erzählt.
Endlich ruft Mr. Evans wieder an und Lona kann ihn überzeugen, ihr zu erzählen, um was es geht. Und so erfährt sie von den Verbrechen, in die ihr Mann verwickelt ist: Evans arbeitet als Chemiker in Cotterells Firma. Henry überredete ihn, Opium und andere Narkotika abzuzweigen, damit er sie über einen Mittelsmann namens Morano auf dem Schwarzmarkt verkaufen kann. Dieses Geschäft geht über mehrere Jahre, das Haus auf Staten Island dient als Lager und geheimer Treffpunkt. Henry will den illegalen Handel immer mehr ausweiten, während Evans am liebsten aussteigen würde. Das eingenommene Geld verliert Henry immer wieder bei misslungenen Börsenspekulationen. Als er den Mittelsmann Morano ausbooten will, dreht dieser den Spieß um und verlangt innerhalb eines Monats 100.000 Dollar, sonst würde er alles auffliegen lassen. Henry will ihn damit vertrösten, dass er ja der Alleinerbe einer schwerkranken Frau sei, Morano will aber nicht auf sein Geld warten und empfiehlt Henry, der Krankheit seiner Frau „nachzuhelfen“. Lona erkennt nun, dass sie selbst das Opfer des Mordanschlags sein soll, dessen Planung sie zu Anfang mitgehört hat.
Evans wollte deshalb so dringend mit Henry sprechen, um ihm mitzuteilen, dass Morano an diesem Tag festgenommen wurde und Evans das Haus auf Staten Island niederbrannte und so alle Beweise vernichtete. Es gibt also keinen Grund mehr, Lona umbringen zu lassen. Doch die Uhr rückt immer näher auf 23.15 Uhr, und Lona erreicht Henry immer noch nicht. Als er endlich anruft und sie ihm alles erklären kann, schleicht sich der Auftragsmörder schon in die Wohnung. Lona möchte die Tür zum Schlafzimmer verschließen, schafft es aber nicht aus dem Bett. Als der Mörder das Zimmer betritt, schaltet Lona den Lautsprecher des Telefons an, damit Henry direkt mit dem Mörder reden und den Auftrag widerrufen kann, doch es ist zu spät. Der Mörder legt auf, und als Henry die Nummer wieder anruft, sagt ihm eine dunkle Männerstimme: „Bedaure, falsch verbunden“. Er verlässt die Telefonzelle und lässt sich widerstandslos von der Polizei festnehmen.

## Produktion
Der Film wurde von der Bavaria Atelier GmbH im Auftrag des Südfunk Stuttgart produziert und am 8. November 1962 zum ersten Mal ausgestrahlt. 2016 erschien er bei Studio Hamburg Enterprises auf DVD.

## Rezeption
„Paul Verhoeven gelang mit „Bedaure, falsch verbunden“ ein beklemmender, fesselnder Fernsehkrimi mit hervorragenden Darstellern. [...] Der Film steht dem amerikanischen Kinofilm von 1948 in nichts nach.“